# Port lotniczy Kabinda im. Marii Mambo Café
Port lotniczy im. Marii Mambo Café, znany również jako Port lotniczy Kabinda (IATA: CAB, ICAO: FNCA) – port lotniczy położony w mieście Kabinda, w prowincji Kabinda, w Angoli.
Port lotniczy nazwany jest na cześć Marii Mambo Café, angolskiej polityczki i gubernator Kabindy.

## Rozbudowa
W 2016 roku ogłoszono plany rozbudowy portu lotniczego o wartości 185 milionów dolarów. Zgodnie z nimi rozbudowana ma zostać droga startowa, wydłużona do 3400 metrów i poszerzona do 60 metrów, co umożliwi lądowanie samolotów wielkości Boeinga 777. Ogłoszono również budowę nowego terminala o powierzchni 19 000 metrów kwadratowych zdolnego pomieścić ponad 900 pasażerów. Remont miał zakończyć się w 2018 roku.

## Nowe lotnisko
W maju 2023 roku ogłoszono budowę nowego lotniska obsługującego Kabindę – Novo Aeroporto Internacional de Cabinda. Nowe lotnisko międzynarodowe ma powstać do 2036 roku i być w stanie obsługiwać 700 pasażerów krajowych i 500 pasażerów międzynarodowych w godzinach szczytu. Projekt zakłada jedną drogę startową o długości 3500 metrów i szerokości 45 metrów.

## Linie lotnicze i połączenia
| Linia Lotnicza       | Kierunek          |
| -------------------- | ----------------- |
| TAAG Angola Airlines | 1. Luanda 2. Soyo |